# ستيفن دبليو. روشون
ستيفن دبليو. روشون (بالإنجليزية: Stephen W. Rochon)‏ هو ضابط أمريكي، ولد في 1950.